# Вергелис, Александр Петрович
Алекса́ндр Петро́вич Верге́лис (род. 1 мая 1977, Ленинград, РСФСР, СССР) — русский поэт, прозаик, литературный критик. Член Союза писателей Санкт-Петербурга.

## Биография
В 1997—1998 годах посещал литературную студию при петербургской газете «Пять углов» (руководитель — Светлана Иванова). С 2001 года — участник литературной студии Алексея Машевского. В том же году окончил магистратуру факультета социальных наук Российского государственного педагогического университета имени А. И. Герцена. Работал школьным учителем, журналистом. В 2003—2005 годах служил в пограничных войсках. Автор поэтических сборников «В эпизодах» (2010), «Обещание света» (2017), «Поближе к сирени» (2023), романа «Аваддон. Записки демона» (под псевдонимом Андрей Болдин, 2016), сборника эссеистики и критики «Два таракана» (2025). Стихи, проза, эссе, рецензии публиковались в журналах «Аврора», «Волга», «Звезда», «Знамя», «Дружба народов», «Крещатик», «Нева», «Наш современник», «Новая Юность», «Новый журнал», «Сибирские огни», «Слово\Word», «Урал», сетевом журнале Folio verso, «Литературной газете», альманахе «Флейта Евтерпы» (Бостон) и других периодических изданиях.
Лауреат премии журнала «Звезда» (2006, 2020), российско-итальянской премии имени Беллы Ахмадулиной «Белла» в номинации «Лучшее русское стихотворение за 2012 год» (Верона, 2013), премии «Молодой Петербург» в номинации «Критика» (2023). Победитель Международного поэтического конкурса имени Н. С. Гумилёва «Заблудившийся трамвай» (2017). Дипломант премии имени Анны Ахматовой Союза писателей Санкт-Петербурга (2024).
Живёт в Санкт-Петербурге.

## Критика
По мнению литературного обозревателя журнала «Новый мир» Катерины Реминой, «человечные и честные стихи [Александра Вергелиса] о вечном — об отношениях с Создателем и собственной душой, о времени и „внутреннем человеке“, об ушедшем прошлом (оставшемся только в воспоминаниях) и настоящем. О смерти, об искусстве. Поэзия Вергелиса — попытка ответить на вопросы, которыми задаётся всякий думающий человек, найти надежду и опору в мире, где так просто всё потерять в любой день».

### Книги

#### Стихи
- Вергелис А. П. В эпизодах : Стихи. — СПб. : Реноме, 2010. — 61, [2] с. — ISBN 978-5-91918-018-0.
- Вергелис А. П. Обещание света : Стихи. — СПб. : КОСТА, 2017. — 90, [1] с. — ISBN 978-5-91258-365-0.
- Вергелис А. П. Поближе к сирени : Короткая книга стихотворений. — М. : СТиХИ, 2023. — (The Single ; кн. 67). — ISBN 978-5-6049774-5-3.
  - Рец.:  Василиев, Янур. Александр Вергелис. Поближе к сирени. Короткая книга стихотворений. М.: СТиХИ, 2023 // Звезда. — 2023. — № 10.
  - Рец.:  Савельева, Марина. Понятой Ненашев и сирень Вергелиса // Prosōdia. — 2023. — 1 июля.
  - Рец.:  Батхен, Ника. Прошла зима // Литературная газета. — 2024. — 16 апреля.
  - Рец.:  Коновалов, Иван. Дневная правда, юркая, как мышь // Знамя. — 2024. — № 5.

#### Проза
- Андрей Болдин [Вергелис А. П.] Аваддон : Записки демона : роман. — Издательские решения, 2016. — ISBN 978-5-4483-0812-3.

#### Эссеистика, критика
- Вергелис А. П. Два таракана : Эссеистика и критика. — М. : Пальмира, 2025. — 232 с. — ISBN 978-5-517-12135-6.
  - Рец.:  Савельева, Марина. О тараканах одного поэта // Литературная газета. — 2025. — № 15 (16 апреля).

### Периодика

#### Стихи
- Вергелис А. П. Стихи // Нева. — 2004. — № 7.
- Вергелис А. П. Стихи // Звезда. — 2004. — № 10.
- Вергелис А. П. Стихи // Звезда. — 2006. — № 6.
- Вергелис А. П. Стихи // Нева. — 2007. — № 5.
- Вергелис А. П. Стихи // Звезда. — 2008. — № 9.
- Вергелис А. П. Стихи // Крещатик. — 2008. — № 3.
- Вергелис А. П. Стихи // Звезда. — 2010. — № 11.
- Вергелис А. П. Стихи // Звезда. — 2012. — № 3.
- Вергелис А. П. Стихи // Звезда. — 2013. — № 11.
- Вергелис А. П. Стихи // Звезда. — 2014. — № 8.
- Вергелис А. П. Стихи // Звезда. — 2016. — № 3.
- Вергелис А. П. Стихи // Звезда. — 2017. — № 8.
- Вергелис А. П. Стихи // Звезда. — 2018. — № 5.
- Вергелис А. П. Стихи // Звезда. — 2019. — № 4.
- Вергелис А. П. Стихи // Звезда. — 2020. — № 10.
- Вергелис А. П. Стихи // Звезда. — 2021. — № 11.
- Вергелис А. П. «Ещё он отличался крутизной…» // Звезда. — 2022. — № 6.
- Вергелис А. П. Стихи // Звезда. — 2023. — № 2.
- Вергелис А. П. «Звательный падеж…» // Новый мир. — 2024. — № 2.
- Вергелис А. П. «В громокипящем настоящем…» // Литературная газета. — 2024. — № 30.

#### Проза, эссе
- Вергелис А. П. Впечатления «пиджака» // Звезда. — 2006. — № 12.
- Вергелис А. П. Рассказы // Нева. — 2007. — № 1.
- Вергелис А. П. Рассказы // Нева. — 2008. — № 7.
- Вергелис А. П. В сумерках катакомб // Нева. — 2009. — № 7.
- Вергелис А. П. «…блажен, кто пал, как юноша-Ахилл» // Сибирские огни. — 2009. — № 9.
- Вергелис А. П. Прогулки натуралиста // Нева. — 2011. — № 2.
- Вергелис А. П. Рассказы // Звезда. — 2011. — № 8.
- Вергелис А. П. Хлам // Дружба народов. — 2012. — № 8.
- Вергелис А. П. Семейный ужин // Звезда. — 2012. — № 10.
- Вергелис А. П. Секунда малодушия. Катастрофа // Волга. — 2013. — № 7.
- Вергелис А. П. Смерть скрипач // Слово\Word. — 2013. — № 79.
- Вергелис А. П. Чудо превращения // Аврора. — 2016. — № 1.
- Вергелис А. П. Что-то другое // Знамя. — 2016. — № 5.
- Вергелис А. П. Опыт поэтической теодицеи // Урал. — 2016. — № 7.
- Вергелис А. П. VERSUS CONSERVAT OMNIA // Нева. — 2016. — № 8.
- Вергелис А. П. Два таракана // Prosōdia. — 2016. — № 5.
- Вергелис А. П. Шариков преображённый // Новый Берег. — 2016. — № 53.
- Вергелис А. П. Письма бывшего человека // Звезда. — 2016. — № 10.
- Вергелис А. П. Невесомость // Homo Legens. — 2016. — № 2.
- Вергелис А. П. Живое и мёртвое // Волга. — 2017. — № 5—6.
- Вергелис А. П. Хенде хох! // Новый Берег. — 2017. — № 58.
- Вергелис А. П. Мёртвая. Воронакин // Звезда. — 2018. — № 2.
- Вергелис А. П. Летучий голландец // Дружба народов. — 2018. — № 4.
- Вергелис А. П. «Ничтожна смерть, сильней любовь моя» // Волга. — 2018. — № 5—6.
- Вергелис А. П. Тихими, тяжёлыми шагами… // Волга. — 2018. — № 11—12.
- Вергелис А. П. Так мог говорить Заратустра // Дружба народов. — 2019. — № 1.
- Вергелис А. П. Бестиарий // Новый Берег. — 2019. — № 65.
- Вергелис А. П. Капитан Достоевский // Звезда. — 2019. — № 9.
- Вергелис А. П. Проснётся, встанет и пойдёт // Плавучий мост. — 2019. — № 3 (23).
- Вергелис А. П. Хочу быть негром // Новая Юность. — 2019. — № 4.
- Вергелис А. П. Человек, переходящий поле // Этажи. — 2019. — № 4 (16).
- Вергелис А. П. Палата № 5 // Новый Берег. — 2019. — № 68.
- Вергелис А. П. Восставший из текста : Александр Невзоров как литературный персонаж // Наш современник. — 2019. — № 12.
- Вергелис А. П. Складной человек // Звезда. — 2020. — № 3.
- Вергелис А. П. Под хладной мглой // Новый Берег. — 2020. — № 70.
- Вергелис А. П. Дама бубён варила бульон // Новая Юность. — 2020. — № 5.
- Вергелис А. П. Сквозняк // Волга. — 2021. — № 1.
- Вергелис А. П. Ланфрен-ланфра // Аврора. — 2021. — № 4.
- Вергелис А. П. В поисках бедного Йорика // Дружба народов. — 2021. — № 7.
- Вергелис А. П. Горец // Новый Берег. — 2021. — № 76.
- Вергелис А. П. Напасть // Волга. — 2022. — № 5—6.
- Вергелис А. П. Пётр I и Восток // Звезда. — 2022. — № 6.
- Вергелис А. П. Плавки // Дружба народов. — 2022. — № 7.
- Вергелис А. П. Не смотри в глаза морских котов // Дружба народов. — 2023. — № 7.
- Вергелис А. П. Еловый Робинзон // Волга. — 2024. — № 1 ; № 2.

#### Рецензии
- Вергелис А. П. Алексей Машевский. В поисках реальности // Знамя. — 2009. — № 8.
- Вергелис А. П. Валерий Трофимов. Ночное зрение // Звезда. — 2021. — № 7.
- Вергелис А. П. Полина Барскова. Седьмая щёлочь // Звезда. — 2021. — № 9.
- Вергелис А. П. Ася Долина. У него ко мне был Нью-Йорк // Звезда. — 2021. — № 10.
- Вергелис А. П. Владимир Лорченков. Бессарабский романс // Звезда. — 2021. — № 11.
- Вергелис А. П. Алексей Макушинский. Один человек // Звезда. — 2021. — № 12.
- Вергелис А. П. Владимир Бауэр. Управветрами // Звезда. — 2022. — № 1.
- Вергелис А. П. «Грабармия» Деникина в записках врача Лазаря Билинкиса // Звезда. — 2022. — № 2.
- Вергелис А. П. Евгений Вышенков. Именем братвы // Звезда. — 2022. — № 3.
- Вергелис А. П. Высокая мизантропия. Калле Каспер. Да, я люблю, но не людей // Знамя. — 2022. — № 3.
- Вергелис А. П. Ирина Евса. Хор несогласных // Звезда. — 2022. — № 4.
- Вергелис А. П. Гоар Маркосян-Каспер. Встреча в метро // Звезда. — 2022. — № 5.
- Вергелис А. П. Юлиан Фрумкин-Рыбаков, Ирина Булина, Евгений Овечкин. Броня России // Звезда. — 2022. — № 7.
- Вергелис А. П. Борис Рогинский. Голос: Две петербургские повести // Звезда. — 2022. — № 8.
- Вергелис А. П. За душу отвечаешь ты. Алексей Пурин. Астры. Книга новых стихов // Новый мир. — 2022. — № 8.
- Вергелис А. П. Елена Малисова, Катерина Сильванова. Лето в пионерском галстуке // Звезда. — 2022. — № 9.
- Вергелис А. П. Ася Умарова. Унесённая ветром // Звезда. — 2022. — № 10.
- Вергелис А. П. Игорь Рейф. Старался писать только из сердца: Писательская книга, или Загадка художественного мышления // Звезда. — 2022. — № 11.
- Вергелис А. П. Денис Гуцко. Нацики всегда так. Заметки волонтёра // Звезда. — 2022. — № 12.
- Вергелис А. П. Саша Либуркин. Святое дело. Третья книга рассказов // Звезда. — 2023. — № 1.
- Вергелис А. П. Виктория Черножукова, Владимир Веретенников. Частные случаи ненависти и любви // Звезда. — 2023. — № 2.
- Вергелис А. П. Марина Голубицкая. Два писателя, или Ключи от чердака // Звезда. — 2023. — № 3.
- Вергелис А. П. Роман Ненашев. Человек в квадрате // Звезда. — 2023. — № 4.
- Вергелис А. П. Олеся Николаева. Тайник и ключики на шее: Книга воспоминаний // Звезда. — 2023. — № 5.
- Вергелис А. П. Уильям Шекспир. Сонеты. Перевод М. Кузмина // Звезда. — 2023. — № 6.
- Вергелис А. П. Михаил Кельмович, Елена Павликова. Ленинград Иосифа Бродского // Звезда. — 2023. — № 7.
- Вергелис А. П. Келломяки — Комарово. Мозаика: сборник // Звезда. — 2023. — № 8.
- Вергелис А. П. Чтенья сладостный труд : Алексей Пурин. Утраченные аллюзии // Знамя. — 2023. — № 9.
- Вергелис А. П. Валерий Сосновский. Кинематограф: Книга стихов // Звезда. — 2023. — № 10.
- Вергелис А. П. Владимир Болохов. Исполненное // Звезда. — 2023. — № 11.
- Вергелис А. П. Павел Полян. Бабий Яр и возмездие: судебные процессы над палачами // Звезда. — 2023. — № 12.
- Вергелис А. П. Бернхард Шлинк. Внучка // Звезда. — 2024. — № 1.
- Вергелис А. П. Люсьен Рёбате, Пьер-Антуан Кусто. Диалог «побеждённых» // Звезда. — 2024. — № 2.
- Вергелис А. П. Сергей Семёнов. Ночь как ночь. Книга стихов // Звезда. — 2024. — № 3.
- Вергелис А. П. Вениамин Голубицкий. Окликнутый. Книга стихов // Звезда. — 2024. — № 4.
- Вергелис А. П. Дмитрий Петров. Соло на судьбе с оркестром. Хроника времён Анатолия Гладилина // Звезда. — 2024. — № 5.
- Вергелис А. П. Василий Ковалёв. Существующее: Стихи // Звезда. — 2024. — № 6.
- Вергелис А. П. Ганс Эрих Каминский. Селин в коричневой рубашке, или Болезнь нашего времени. Патрик Лепети. Путешествие на край мерзости. Луи Фердинанд Селин, антисемит и антимасон // Звезда. — 2024. — № 8.